# Теннис на Панарабских играх 2011

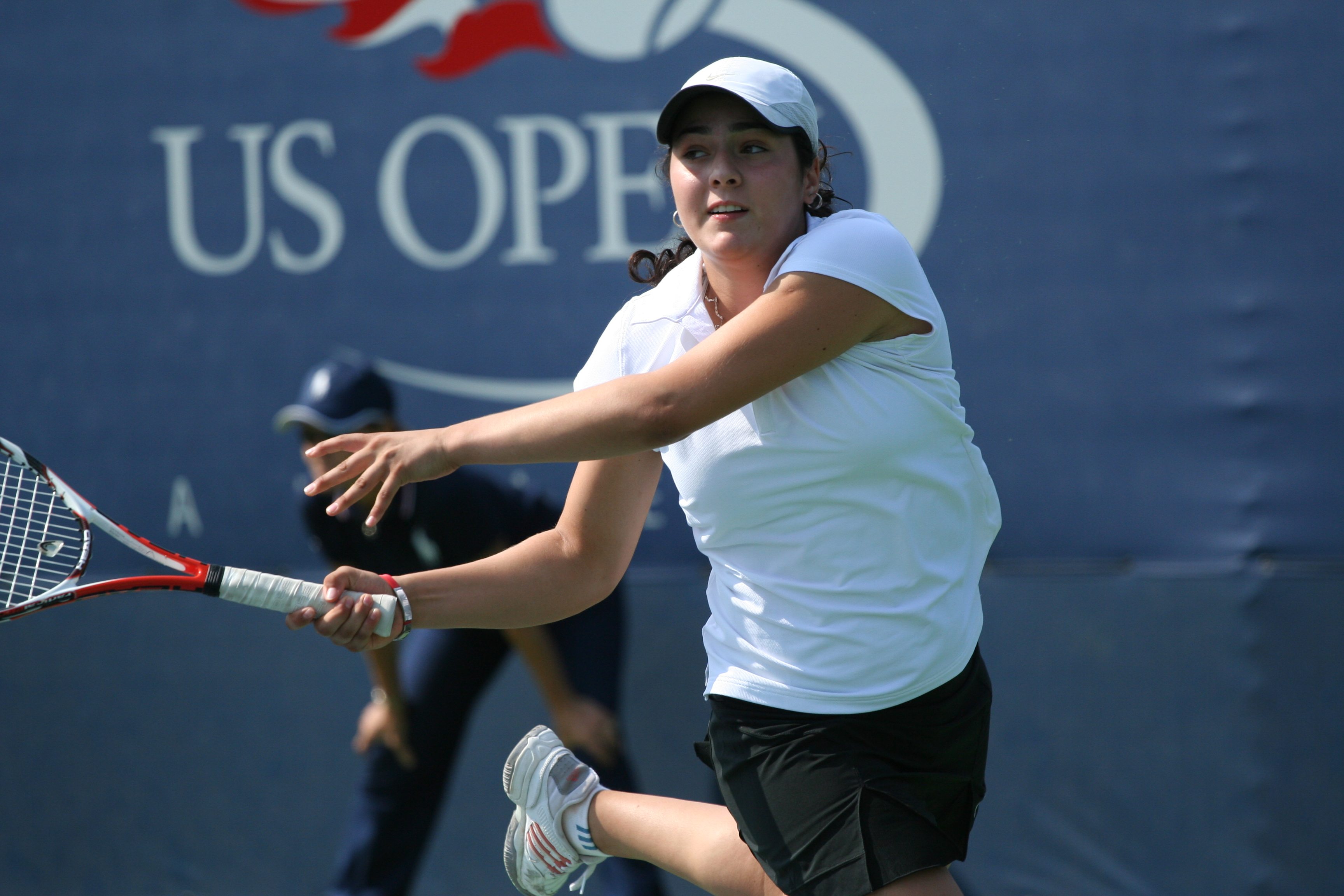
Унс Джабир — чемпионка женского командного турнира в составе сборной Туниса.

Соревнования по теннису на XII Панарабских играх прошли с 6 по 16 декабря 2011 года на кортах Khalifa International Tennis and Squash Complex в Дохе (Катар), выявив обладателей 6 комплектов наград.

## Общая информация
Теннисный турнир Панарабских игр 2011 года проводится в год пятидесятилетия включения вида спорта в программу игр.
Соревнования собрали почти всех сильнейших теннисистов Арабского мира того периода. Организаторы не смогли лишь уговорить принять участие в турнире тунисскую теннисистку Селиму Сфар, незадолго до того объявившую о завершении игровой карьеры. Тунис, однако, выставил двух других своих сильнейших игроков — Малика Джазири и Унс Джабир.
Теннисный турнир начался с командных соревнований, а затем были выявлены победители в индивидуальных турнирах.

## Обзор
Мужской командный титул также достался египтянам, которые сначала выиграли свою группу, а затем победили в двухраундовом плей-офф. Пару в финале им составили представители Кувейта, ранее также выигравшие свою группу, а затем в упорной борьбе обыгравшие в полуфинале команду Марокко. Сборная Туниса, проиграв в группе египтянам и ливанцам, в плей-офф не вышла.
Женский командный титул достался сборной Туниса, проигравшей на пути лишь один сет (в полуфинале — Марокко). Вторым финалистом соревнования стала сборная Египта, переигравшая в финале команду Омана. Фактическим матчем за второе место стал матч в группе между марокканками и египтянками, где представительницы северо-восточной Африки вырвали победу в третьем игре встречи.
Мужской одиночный титул достаточно уверенно завоевал Малик Джазири, подтвердив свой статус первого сеянного. Его соперником по финалу был кувейтец Абдулла Макдас, переигравший на пути к финалу двух теннисистов, сеяных выше него — вторую ракетку турнира Мохамеда Махмуда из Египта и шестую ракетку турнира — марокканца Анаса Фаттара.
Женский одиночный титул завоевала представительница Омана Фатма Аль Набхани. На пути к титулу она обыграла многих звёзд арабского женского тенниса: в полуфинале была обыграна марокканка Лина Беннани, а в четвертьфинале и финале — две туниски: Унс Джабир и Нур Аббас; причём Онс не смогла доиграть тот поединок, серьёзно подвернув ногу. Первая ракетка турнира — ещё одна марокканка Надя Лалами — проиграла в полуфинале Нур Аббас.
Мужской парный титул достался представителям Кувейта, которые на пути к победе ни разу не отдали соперникам более пяти геймов за сет. Серебро досталось команде Туниса, в полуфинале обыгравших вторую пару турнира — марокканцев Мехди Зиади и Анаса Фаттара. Поделившие с марокканцами третье место египтяне не выиграли за турнир ни сета: первый круг они пропустили из-за высокого посева, а их соперники по четвертьфиналу не вышли на встречу.
Женский парный титул достался египтянкам, переигравшим в полуфинале и финале вторую и первую пару турнира. Могшие побороться за титул представительницы Туниса не вышли на полуфинал из-за травмы Джабир.

## Медали

### Медалисты

#### Одиночные турниры
| Категория | Золото                  | Серебро              | Бронза             |
| Мужчины   | Малик Джазири (TUN)     | Абдулла Макдас (KUW) | Анас Фаттар (MAR)  |
| Мужчины   | Малик Джазири (TUN)     | Абдулла Макдас (KUW) | Мехди Зиади (MAR)  |
| Женщины   | Фатма Аль Набхани (OMA) | Нур Аббас (TUN)      | Лина Беннани (MAR) |
| Женщины   | Фатма Аль Набхани (OMA) | Нур Аббас (TUN)      | Надя Лалами (MAR)  |

#### Парные турниры
| Категория | Золото                                    | Серебро                                   | Бронза                                        |
| Мужчины   | Мохаммад Гариб (KUW) Абдулла Макдас (KUW) | Амёр Бен Хассен (TUN) Малик Джазири (TUN) | Анас Фаттар (MAR) Мехди Зиади (MAR)           |
| Мужчины   | Мохаммад Гариб (KUW) Абдулла Макдас (KUW) | Амёр Бен Хассен (TUN) Малик Джазири (TUN) | Омар Хедайет (EGY) Карим Мостафа (EGY)        |
| Женщины   | Ясмин Эбада (EGY) Ола Хаммуд (EGY)        | Фатиха Барьяне (MAR) Надя Лалами (MAR)    | Нур Аббас (TUN) Унс Джабир (TUN)              |
| Женщины   | Ясмин Эбада (EGY) Ола Хаммуд (EGY)        | Фатиха Барьяне (MAR) Надя Лалами (MAR)    | Сара Аль Балуши (OMA) Фатма Аль Набхани (OMA) |

#### Командные турниры
| Категория | Золото                                        | Серебро                                       | Бронза                                       |
| Мужчины   | Египет · Хедайет · Хуссейн · Махмуд · Мостафа | Кувейт · Альмуса · А.Гариб · М.Гариб · Макдас | Марокко · Фаттар · Идмбарк · Рашиди · Зиади  |
| Мужчины   | Египет · Хедайет · Хуссейн · Махмуд · Мостафа | Кувейт · Альмуса · А.Гариб · М.Гариб · Макдас | ОАЭ · Аль Авадхи · Жанахи                    |
| Женщины   | Тунис · Аббас · Дагу · Джабир                 | Египет · Эбада · Аль Дахшан · Хаммуд · Михаил | Марокко · Беннани · Бержане · Ифрах · Лалами |
| Женщины   | Тунис · Аббас · Дагу · Джабир                 | Египет · Эбада · Аль Дахшан · Хаммуд · Михаил | Оман · Аль Балуши · Аль Набхани · Аль Вайди  |

### Общий зачёт
| Общее количество медалей |         |        |         |        |       |
| Место                    | Страна  | Золото | Серебро | Бронза | Всего |
| 1                        | Тунис   | 2      | 2       | 1      | 5     |
| 2                        | Египет  | 2      | 1       | 1      | 4     |
| 3                        | Кувейт  | 1      | 2       | 0      | 3     |
| 4                        | Оман    | 1      | 0       | 2      | 3     |
| 5                        | Марокко | 0      | 1       | 7      | 8     |
| 6                        | ОАЭ     | 0      | 0       | 1      | 1     |
| Всего                    | Всего   | 6      | 6       | 12     | 24    |

## Ссылка
- Страница теннисного турнира на сайте игр  (англ.)